# 直覺 (知識論)
直覺（英語：intuition），又稱為直觀，通常指一種不用經過太多思考，很快就能出現的想法、感覺、信念或者偏好。
當人有某種信仰，但是不確知它的原因時，通常會將它歸於是一種直覺。
認知科學認為這是因為生存的演化壓力而產生的人類心智能力，讓人類可以快速做出判斷，採取行動。
心理學與超自然學對這個能力深感興趣。

## 字根
它來自於拉丁語：，意思是「往裏看」、「默觀」。

## 各種學說

### 心理學
卡尔·荣格認為，直覺是一種非理性的功能（irrational function）。